# Quận Jackson, Wisconsin
Quận Jackson một quận thuộc tiểu bang Wisconsin, Hoa Kỳ. Quận lỵ đóng ở Black River Falls6. Theo điều tra dân số năm 2000 của Cục điều tra dân số Hoa Kỳ năm 2000, quận có dân số 19.100 người. Quận được lập năm 1853 từ quận Crawford

## Địa lý
Theo Cục điều tra dân số Hoa Kỳ, quận có diện tích 1590  km2, trong đó có 33 km2 là diện tích mặt nước.

### Xa lộ
| - Interstate 94 - U.S. Highway 12 - U.S. Highway 10 - Highway 27 (Wisconsin) - Highway 54 (Wisconsin) | - Highway 95 (Wisconsin) - Highway 71 (Wisconsin) - Highway 65 (Wisconsin) - Highway 108 (Wisconsin) - Highway 121 (Wisconsin) |

### Quận giáp ranh
- Quận Clark - bắc
- Wood - đông
- Quận Junea - đông nam
- Quận Monroe - nam
- Quận La Crosse - tây nam
- Quận Trempealeau - tây
- Quận Eau Claire - tây bắc

## Thông tin nhân khẩu

Tháp tuổi dân cư quận Jackson theo điều tra dân số năm 2000.

heo điều tra dân số 2 năm 2000, đã có 19.100 người, 7.070 hộ gia đình, và 4.835 gia đình sống trong quận hạt. Mật độ dân số là 19 người trên một dặm vuông (7/km ²). Có 8.029 đơn vị nhà ở mật độ trung bình của 8 trên một dặm vuông (3/km ²). Cơ cấu chủng tộc của dân cư quận có 89,58% người da trắng, 2,27% da đen hay Mỹ gốc Phi, 6,16% người Mỹ bản xứ, 0,16% châu Á, Thái Bình Dương 0,04%, 1,01% từ các chủng tộc khác, và 0,79% từ hai hoặc nhiều chủng tộc. 1,87% dân số là người Hispanic hay Latino thuộc một chủng tộc nào. 31,4% là gốc Đức, gốc Na Uy 30,2% và 5,2% gốc Ailen theo điều tra dân số năm 2000. 94,7% nói tiếng Anh, tiếng Tây Ban Nha 2,2% và 1,5% Winnebago là ngôn ngữ đầu tiên của họ.
Có 7.070 hộ, trong đó 31,00% có trẻ em dưới 18 tuổi sống chung với họ, 55,40% là đôi vợ chồng sống với nhau, 8,60% có một chủ hộ nữ và không có chồng, và 31,60% là các gia đình không. 26,20% hộ gia đình đã được tạo ra từ các cá nhân và 11,80% có người sống một mình 65 tuổi hoặc lớn tuổi hơn là người. Cỡ hộ trung bình là 2,49 và cỡ gia đình trung bình là 3,00.
Trong quận, độ tuổi dân cư đã được trải ra với 24,10% dưới độ tuổi 18, 8,80% 18-24, 29,40% 25-44, 22,80% từ 45 đến 64, và 14,90% từ 65 tuổi trở lên đã được những người. Độ tuổi trung bình là 38 năm. Đối với mỗi 100 nữ có 114,60 nam giới. Đối với mỗi 100 nữ 18 tuổi trở lên, đã có 116,30 nam giới. 